# Alena Valterová
Alena Valterová (1953 Praha – 2008) byla česká politička, publicistka a feministka. Krátce po politických změnách roku 1989 založila Politickou stranu žen a matek Československa, což byla první ženská politická strana na území Československa. Její literární odkaz dokládá, že byla výraznou českou myslitelkou soustavně tematizující stálou povinnost každého člověka uvádět v život ideály lidskosti.

## Život
Alena Valterová se narodila v květnu 1953 v Praze jako třetí dítě v rodině krejčovského dělníka. Maturitní zkoušky složila v roce 1975 na Střední ekonomické škole pro pracující. Do první mateřské dovolené vystřídala mnoho profesí – od pomocné dělnice po referentku propagace. V létě 1991 se z rodné Prahy odstěhovala na severomoravské Jesenicko. Po návratu do Prahy v roce 1994 pracovala v nadaci pro děti ze sociálně slabých rodin, do roku 1996. Poté ustoupila z veřejného života a několik let strávila péčí o staré rodiče. Převážně sama vychovávala čtyři děti. Jak je patrné z jejích vzpomínek, soustavně čelila chudobě.

## Politická práce
Alena Valterová založila Politickou stranu žen a matek Československa, první ženskou politickou stranu na území Československa. Strana existovala pět let.
Kandidovala do Federálního shromáždění ČSFR v roce 1992 jako nezávislá.
V letech 1994–1996 pracovala pro ČSSD.
V roce 1996 kandidovala jako nezávislá za Republikánskou unii na Šumpersku.
Své politické zkušenosti nabídla k uplatnění základní organizaci Strany zelených na Praze 7, do níž chtěla vstoupit. Byla odmítnuta.

## Zapojení do feministického hnutí
Alena Valterová byla jednou z několika českých ženských osobností, které byly kontaktovány mezinárodními feministickými organizacemi v letech krátce po roce 1989. Její slova o tehdejším postavení žen naší země jsou citována dobovými odbornými zahraničními periodiky.
Svou politickou a veřejnou práci věnovala Alena Valterová myšlence zlepšení postavení žen. To je dobře dokumentováno v její knize Připomínky od sporáku. Dopisy a stati 1990–1992. Zde mj. definovala původním a snadno pochopitelným způsobem český feminismus. České feministické hnutí je podle Aleny Valterové v převaze vzniklé z místních poměrů a řadí se k politickému středu. Při vědomí rozdílnosti mezi mužskou a ženskou identitou hledá cesty k dorozumění v zájmu humánnějšího uspořádání společnosti i rodiny.
Alena Valterová mluvila také v řadě veřejných diskusí na kulatých stolech proženského projektu Quo vadis, femina? vedeného Marií Haisovou v roce 2007 a přijala pozvání veřejně promluvit na téma „Co je podle mého osobního názoru dobré pro naši zemi a kam by měla směřovat?“ na 1. Sympoziu České prezidentky. To se konalo na podzim roku 2007 a současně bylo i o posledním veřejným politickým vystoupení Aleny Valterové, neboť zanedlouho poté zesnula.
Sympozia České prezidentky byla v roce 2007 podpořena dopisem Václava Havla a v roce 2010 zdravicí Madeleine Albrightové. Spolu s Alenou Valterovou na 1. Sympoziu vystoupily Helena Illnerová, Jiřina Šiklová, Meda Mládková, Hana Marvanová a další významné české ženské osobnosti. Jejich projevy jsou součástí sborníku, který byl vydán tiskem. Sympozia České prezidentky se konala až do roku 2015 a celkem na nich vystoupilo se svými tezemi více než 40 nejvýznamnějších žen českého politického, kulturního a vědeckého života. V roce 2009 na sympoziu přednášela budoucí předsedkyně slovenské vlády a prezidentská kandidátka Iveta Radičová. Sympozia byla organizována dobrovolnicky.

## Publicistika
Zkušenosti se zakládáním a vedením politické strany shrnula Alena Valterová v knize s názvem Připomínky od sporáku, Dopisy a stati 1990–1992, kde ve svých přetištěných dopisech, novinových a časopiseckých článcích, rozhovorech a úvahách dokumentuje vlastní tříletou těsně polistopadovou politickou práci. Kniha je jedním z nemnoha souborných děl, podrobně dokumentujících vznik české politické práce v podmínkách obrozující se demokracie v Československu po politických změnách v roce 1989.

## Ohlas života a díla
Alena Valterová byla jednou z několika českých ženských osobností, jejichž myšlenky dokumentuje absolventský film „Má Vlasta“ režisérky Hany Železné, z roku 2009.
Kniha Připomínky od sporáku byla v roce 2007 recenzována v časopise Krásná paní, vydávaném Žofií Kanyzovou.

## Citáty
- V důsledcích mi jde o větší míru spravedlnosti ve společnosti obecně. Jen bych ráda zdůraznila, že děti a matky jsou složky národa, které se nemohou proti nespravedlnosti dostatečně bránit a jsou odkázány dosud na ty životní podmínky, které jim společnost vytvoří.
- Pokud se všechny dohromady a každá zvlášť nezasloužíme o zajištění podmínek důstojného života pro nás a naše děti, nikdo to za nás neudělá. Vždyť o našich právech, možnostech, výsledcích práce, životě i stáří i nadále rozhodují lidé, kteří o našich problémech nic nevědí a ani vědět nemohou. Nejen proto, že jsou to muži, které to nezajímá, ale proto, že jsme mužům umožnily, aby se o všední problémy života žen a dětí celá desetiletí starat nemuseli.
- Jak dlouho bude našim ženám trvat, než svou situaci pochopí? A v jaké míře se dokáží na vývoji společnosti podílet? Protože pokud to nedokáží, nebudou mít nejen možnost, ale ani právo stěžovat si na trpký osud poddaných.
- Považuji za jednu z rodičovských povinností starat se i o to, aby svět, ve kterém příští lidé budou žít, byl uspořádán humánněji.
- Prvním předpokladem svobodného rozhodování je základní ekonomická zajištěnost.
- Být feministkou znamená zabývat se něčím, co souvisí se ženami, ve snaze to zlepšit.